# Mooswald (Freiburg im Breisgau)
Mooswald ist ein Stadtteil im Westen von Freiburg im Breisgau, der aus den beiden Stadtbezirken Mooswald-West (521) und Mooswald-Ost (522) besteht. Er grenzt im Nordosten an den Stadtteil Brühl mit Flugplatz, den Universitäts-Campus der Technischen Fakultät und das Messegelände, im Nordwesten an Landwasser, im Südwesten an Betzenhausen mit dem Seepark und im Osten an den Stadtteil Stühlinger. Gegen Brühl ist der Stadtteil durch die Bahnstrecke Freiburg–Colmar getrennt, gegen Landwasser durch die Westrandstraße (Paduaallee/Mooswaldallee) und gegen den Stühlinger durch die Güterumgehungsbahn Freiburg.

## Geschichte
Im Jahr 1932 beschloss der Stadtrat von Freiburg den Bau einer Vorstadtsiedlung am damaligen Westrand der Stadt, am Mooswald, nachdem die Reichsregierung 1931 in Zeiten hoher Arbeitslosigkeit ein Erwerbslosenprogramm beschlossen hatte. Ausgangspunkt war dabei das Gebiet der heutigen Hofackerstraße. Die Häuser wurden großenteils in gegenseitiger Eigenarbeit der Siedler errichtet und konnten dann in Erbbau erworben werden. Nach 1933 wurde das Projekt als Nationalsozialistisches Siedlungswerk fortgesetzt. 1934 wurde ein Siedlerbund gegründet. Die schlichten Häuser hatten anfangs (bis Ende der 1930er Jahre) weder Strom noch Gas noch einen Anschluss an die Abwasser-Kanalisation. Die Wasserversorgung erfolgte anfangs durch Pumpbrunnen auf den Grundstücken. Große Gärten ermöglichten die weitgehende Selbstversorgung mit Kartoffeln und Gemüse und erlaubten auch Kleintierzucht. Im Jahr 1938 wurde in diesem Gebiet die katholische Kirche Heilige Familie gebaut. Beim Luftangriff auf Freiburg im November 1944 wurde der Stadtteil zu 80 % zerstört.
Schon 1945 setzte rege Wiederaufbautätigkeit mit einfachsten Mitteln ein. 1948 wurde an der Bahnstrecke nach Breisach eine Haltestelle Im Wolfswinkel eingerichtet (die inzwischen aber wieder aufgehoben wurde). 1952 wurde der heutige Bürgerverein Mooswald e. V. gegründet. Die Stadt Freiburg richtete im nahen Wolfswinkel eine Mülldeponie ein. 1953 wurde die evangelische Markuskirche als Notkirche gebaut. Mit der Mooswaldschule erhielt der Stadtteil 1955/56 eine Volksschule, und auch ein Gemeinschaftshaus wurde fertiggestellt.
Nach dem Ende des Zweiten Weltkriegs war für die Bewohner von Mooswald ein ständiges Thema die Erhaltung des westlich gelegenen Mooswalds, der aber durch die Ausdehnung der Stadt nach Westen immer mehr in Mitleidenschaft gezogen wurde.

## Gebäude und Einrichtungen

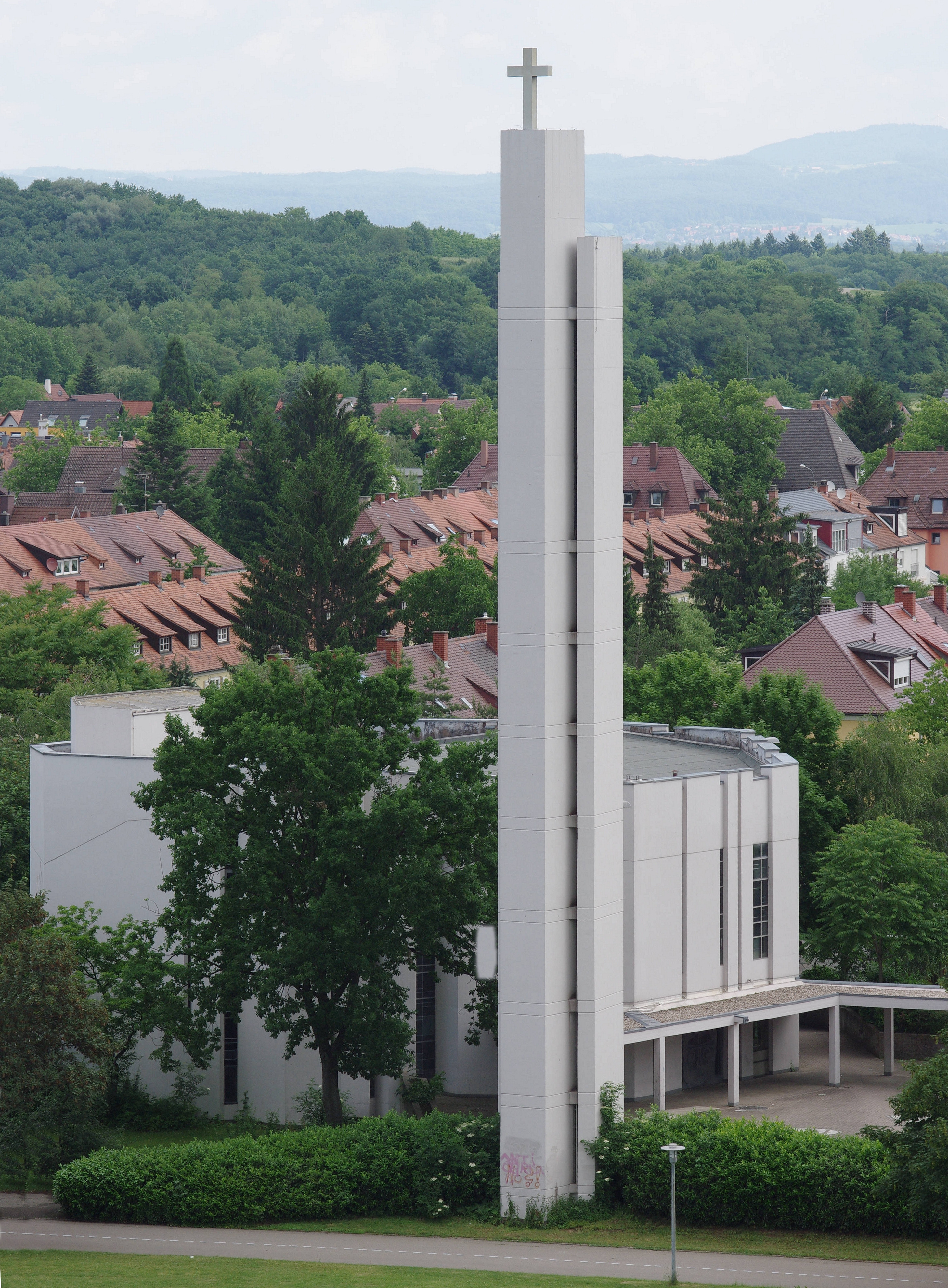
Markuskirche

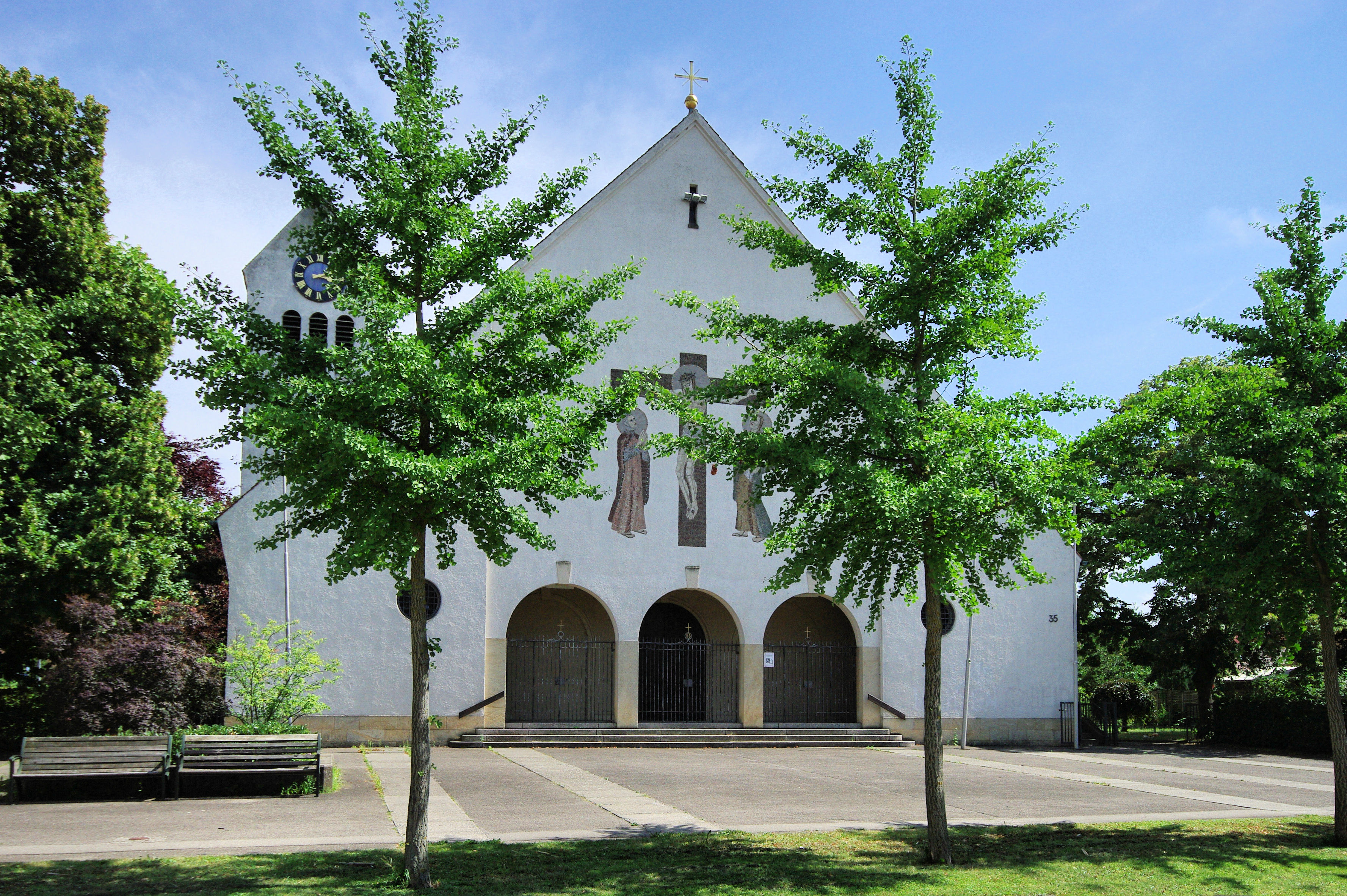
Kirche Heilige Familie

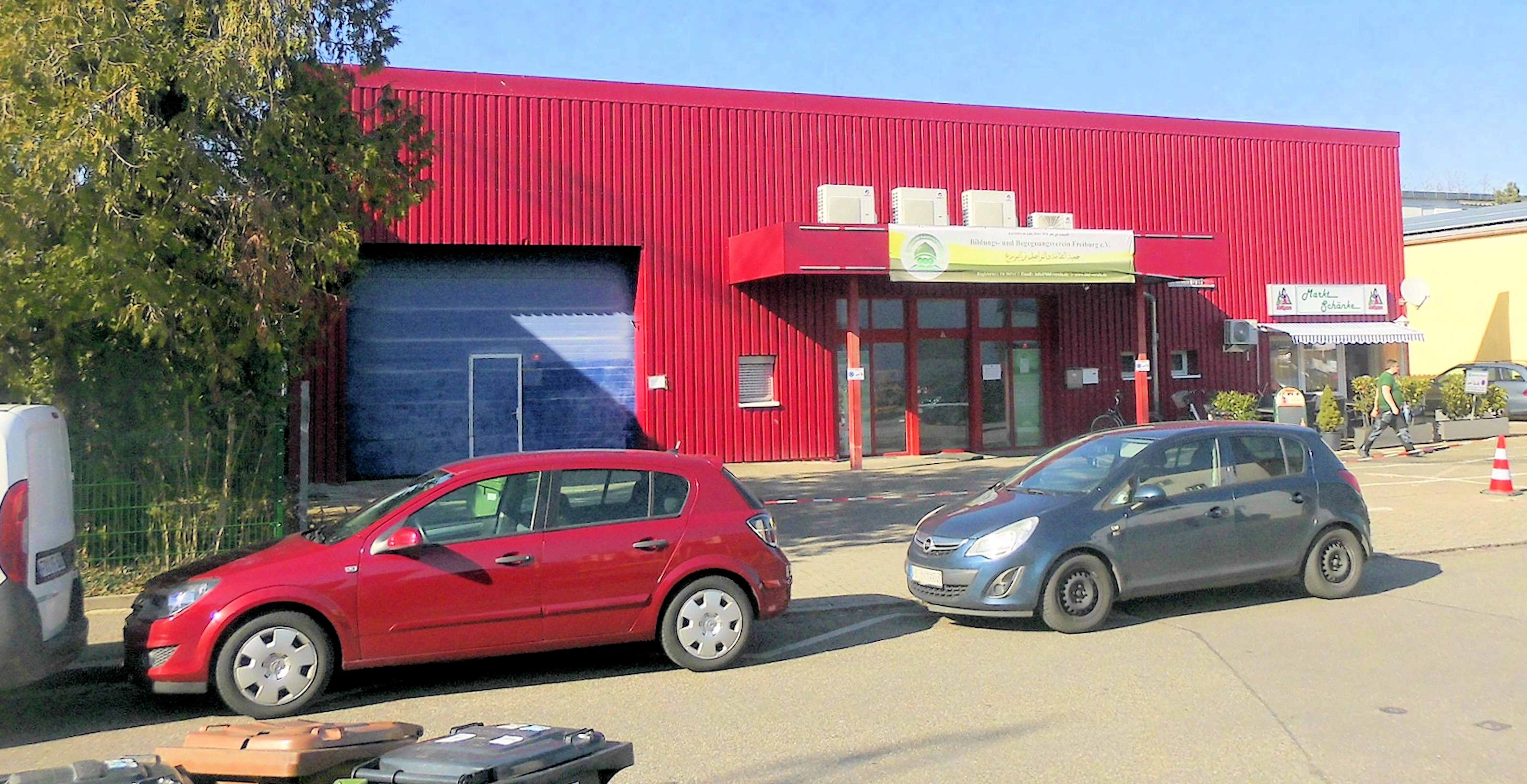
Islamischer Verein Bildung und Begegnung mit Gebetsraum

Im Stadtteil gibt es zwei Kirchen, Heilige Familie (katholisch) und die Markuskirche (evangelisch). Ferner befindet sich hier der Jüdische Friedhof von Freiburg. Schulen im Stadtteil sind die Paul-Hindemith-Grundschule, die Wentzinger-Schulen (Realschule und Gymnasium) sowie die Mooswaldschule, heute eine Schule für Erziehungshilfe.
Im westlichen Teil befinden sich Teile der Universitätsklinik, so etwa der Neubau des Instituts für Anatomie und Zellbiologie an der Elsässer Straße, der 2024 fertig gestellt werden soll. Das Fraunhofer-Institut für Solare Energiesysteme mit ca. 1.200 Mitarbeitern befindet sich zwischen Güterumgehungsbahn und Breisacher Bahn.
Eine Begegnungsstätte für jung und alt ist das vom Bürgerverein Mooswald verwaltete Fritz-Hüttinger-Haus, dessen Räumlichkeiten für kulturelle Veranstaltungen, Sprachkurse oder als Treffpunkt für die Jugend genutzt werden.
Das Studierendenhaus Falkenberger Straße des Studierendenwerks Freiburg ist ein Wohnheim mit 158 Plätzen, das 2017 vom Studierendenwerk von der Evangelischen Kirche übernommen wurde.
Ziemlich markant ist ein Funkturm der Deutschen Telekom an der Paduaallee.
In Betzenhausen an der Grenze zu Mooswald befinden sich die Eissporthalle Echte Helden Arena als Heimat des deutschen Eishockey-Traditionsvereins EHC Freiburg aus der DEL2, das Freiburger Weststadion der Sportfreunde Eintracht Freiburg e. V. mit etwa 3300 Plätzen, das Westbad und der Seepark.

## Nachverdichtung und Umwandlung von Gewerbeflächen
Mooswald ist ein sich im Umbruch befindendes Stadtviertel, das in den letzten Jahren durch anhaltende Nachverdichtung geprägt war. Insbesondere wurden Gewerbeflächen in Wohnraum umgewandelt.
Ab dem Jahr 2005 wurde auf dem ehemaligen Fuhrparkgelände an der Ecke Berliner Allee/Elsässer Straße der Elsässer Hof mit Wohnraum für bis zu 900 Menschen errichtet. Nordöstlich sollen die dort bestehenden Reihenhäuser als Nachkriegsbauten aus den 50er Jahren einer Nachverdichtung mit 80 Wohnungen weichen.
Im Jahr 2013 wurden auf dem Brielmannareal, einer ehemaligen Holzgroßhandlung, die Westarkaden als Geschäftskomplex samt Wohnbebauung fertiggestellt. 2022 wurde dieses Gebiet durch Abriss eines einstöckigen Supermarktes an der Breisacher Straße und Neubebauung samt zugehörigem Parkplatz nachverdichtet. Auf der gegenüberliegenden Seite der Breisacher Straße wurde 2020 ein ehemaliges Autohaus in ein bis zu siebenstöckiges Gesundheitszentrum umgewandelt.
Im Jahr 2017 wurde das Quartier Sternenhof auf dem ehemaligen Areal der Elektronikfirma Hüttinger an der Südwestseite der Elsässerstraße Höhe Elisabeth-Emter-Straße fertiggestellt, die bis 2006 dort ansässig war. Im Jahr 2018 folgte das Strohecker Areal nördlich der Elsässerstraße und östlich der Falkenberger Straße, auf dem an der Stelle von fünf Doppelhäusern und unter Wegfall des Carl-Sieder-Weges 39 Wohneinheiten errichtet wurden. An der Kreuzung Elsässer Straße/Falkenberger Straße soll darüber hinaus in den kommenden Jahren eine Ortsmitte entstehen. Hierzu soll ein Marktplatz errichtet und die dortige Tankstelle zu einem Quartierstreff umgebaut werden. Westlich der Falkenbergerstraße im Gebiet des Drachenweges ist weitere Nachverdichtung durch die städtische Tochter Freiburger Stadtbau geplant.
Der Breisacher Hof ist ein im Umbruch befindliches Wohngebiet in der ehemaligen Gallwitz-Kaserne. Im Jahr 2021 wurde trotz vorangegangener Proteste der Anwohner und eines auf dem Gelände ansässiges Kinder- und Jugendzentrum auf dem sich zuvor dort befindenden Bolzplatz der Bau von 59 sozial geförderten Wohnungen fertiggestellt. Im Jahr 2023 begann die Sanierung der übrigen Bestandsgebäude.
Am westlichen Ende Mooswalds an der Elsässerstraße wurde im Jahr 2023 von der Freiburger Stadtbau die Nachverdichtung von vier Doppelhäusern zu einem Wohnkomplex mit 67 Wohnungen bei einem reduzierten Stellplatzschlüssel vollzogen.

## Verkehr
Seit 2015 verbindet die Straßenbahnlinie 4 den Stadtteil mit der Innenstadt und dem Stadtteil Brühl mit der Technischen Fakultät der Uni und der Messe. Die Breisgau-S-Bahn Freiburg–Breisach bedient den Stadtteil auf der Grenze zu Brühl mit der Haltestelle Neue Messe/Universität. Die früher bestehende Planung die Straßenbahn von der Berliner Allee über die Elsässerstraße mit der Haltestelle Diakoniekrankenhaus in Landwasser zu verbinden, wird inzwischen nicht mehr verfolgt.
Für den Radverkehr ist der Weg durch das Universitätsklinikum die wichtigste Anbindung an die Innenstadt. Weiter nördlich soll der Radschnellweg nach Breisach entlang der Breisacher Bahn mit Querung der Güterbahn auf einer neuen Radverkehrsbrücke verlaufen, östlich verläuft der FR 2 entlang der Güterbahn. Südlich von Mooswald führt der FR 4 von der Innenstadt nach Betzenhausen.
Hauptverkehrsstraße ist die Elsässerstraße, auf der auch die Buslinien 10 und 36 der Freiburger Verkehrs AG (VAG) sowie die Linie 7212 der SBG verkehren. Vierspurige Straßen im Westen (Paduaallee) und im Osten (Berliner Allee) machen den Stadtteil für Kraftfahrzeuge leicht erreichbar.

## Zukünftige Entwicklung
Mooswald soll eine neue Stadtteilsmitte bekommen. Hierzu soll die Elsässerstraße im Abschnitt zwischen Hutweg und Falkenbergerstraße fußgänger- und fahrradfreundlich umgebaut werden. Die Geschäfte entlang dieses Abschnitts sollen bauliche Entwicklungsmöglichkeiten hin zu einer Flaniermeile erhalten. An der Kreuzung Elsässerstraße/Falkenbergerstraße soll südwestlich ein Marktplatz entstehen, nordwestlich die Tankstelle einem Lebensmittelmarkt weichen.
Das Gewerbegebiet Mooswald zwischen Elässerstraße und Ensisheimer Straße soll behutsam zum Mischgebiet mit mehr Wohnnutzung umgebaut werden.

## Weblinks

Blick über den Stadtteil Mooswald vom Seeparkturm aus, in der Bildmitte die Markuskirche